# Stony Brook University
Die Stony Brook University ist eine Universität im US-Bundesstaat New York und Teil des Hochschulverbundes State University of New York. Geläufig sind auch die Bezeichnungen State University of New York at Stony Brook sowie die Kurzformen SUNY Stony Brook, SBU oder SUNYSB.
Der Hauptcampus liegt in Stony Brook auf Long Island. Die Universität betreibt auch Niederlassungen in Southampton und Manhattan. Im Herbstsemester 2019 sind 26.814 Studenten eingeschrieben. Die Hochschule wurde 1957 gegründet. Heute ist sie Mitglied der Association of American Universities und eine der bedeutendsten öffentlichen Universitäten der Vereinigten Staaten. Mit dem nahen Brookhaven National Laboratory besteht eine enge Zusammenarbeit.
2018 erhielt die Universität vom U.S. News & World Report in einem Ranking Platz 80 unter den US-amerikanischen Universitäten, ihr bisher bestes Ergebnis. 2018 wurden 41,8 % der Studienbewerber als Studierende angenommen.

## Gliederung

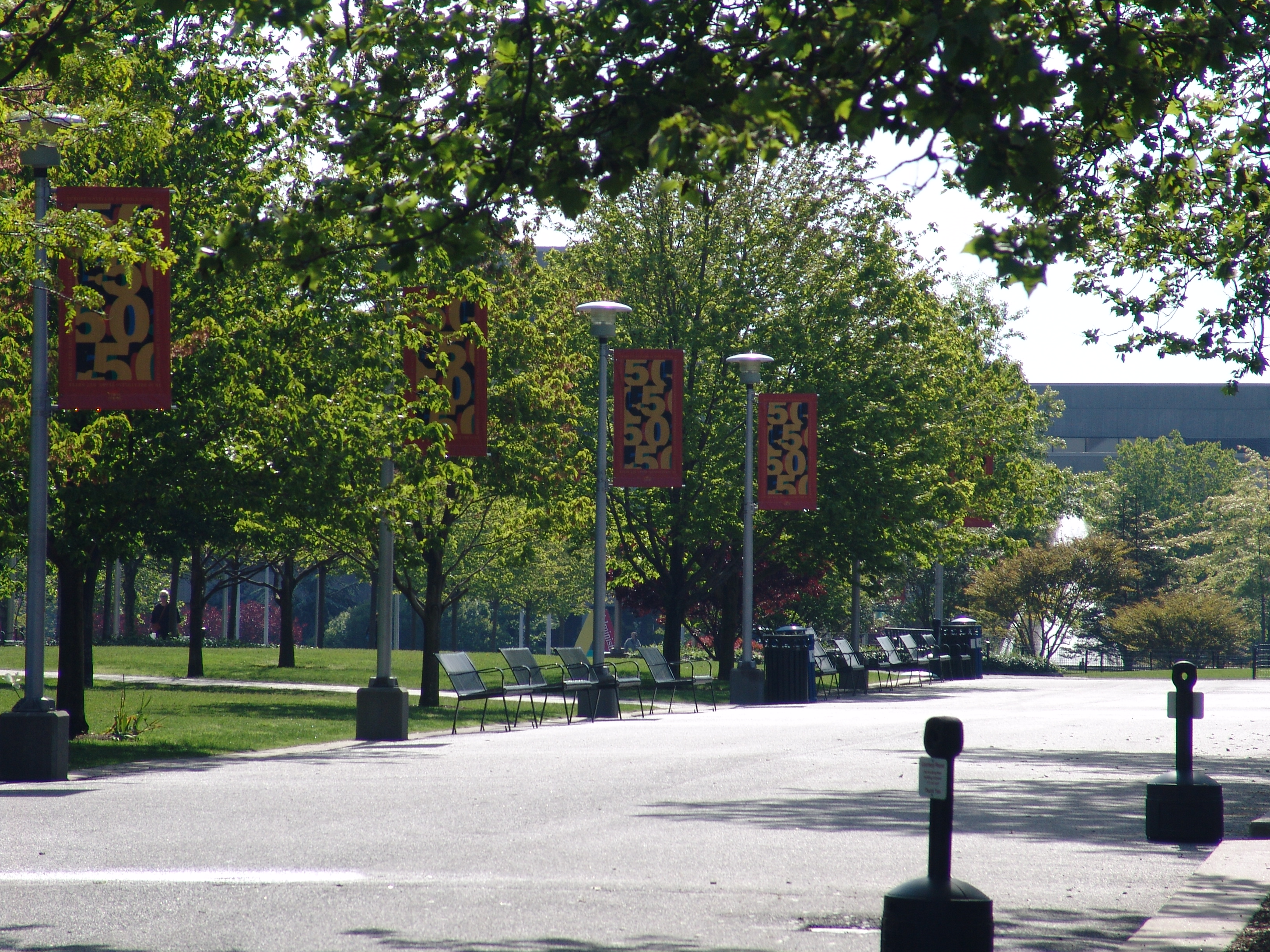
Campus Mall

Der Großteil der akademischen Einrichtungen ist drei Colleges zugeordnet:
- College of Arts & Sciences (Natur- und Geisteswissenschaften, Künste)
- College of Business (Wirtschaft)
- College of Engineering & Applied Sciences (Ingenieurs- und angewandte Wissenschaften)

Daneben gibt es mehrere sogenannte Schools für einige Gebiete und spezielle Programme:
- School of Dental Medicine (Zahnmedizin)
- School of Health Technology & Management (Medizintechnik und -verwaltung)
- School of Journalism (Journalismus)
- School of Marine & Atmospheric Sciences (Meeres- und Atmosphärenwissenschaft)
- School of Medicine (Medizin)
- School of Nursing (Krankenschwesternausbildung)
- School of Professional Development (Teilzeitstudium für Berufstätige)
- School of Social Welfare

## Standorte

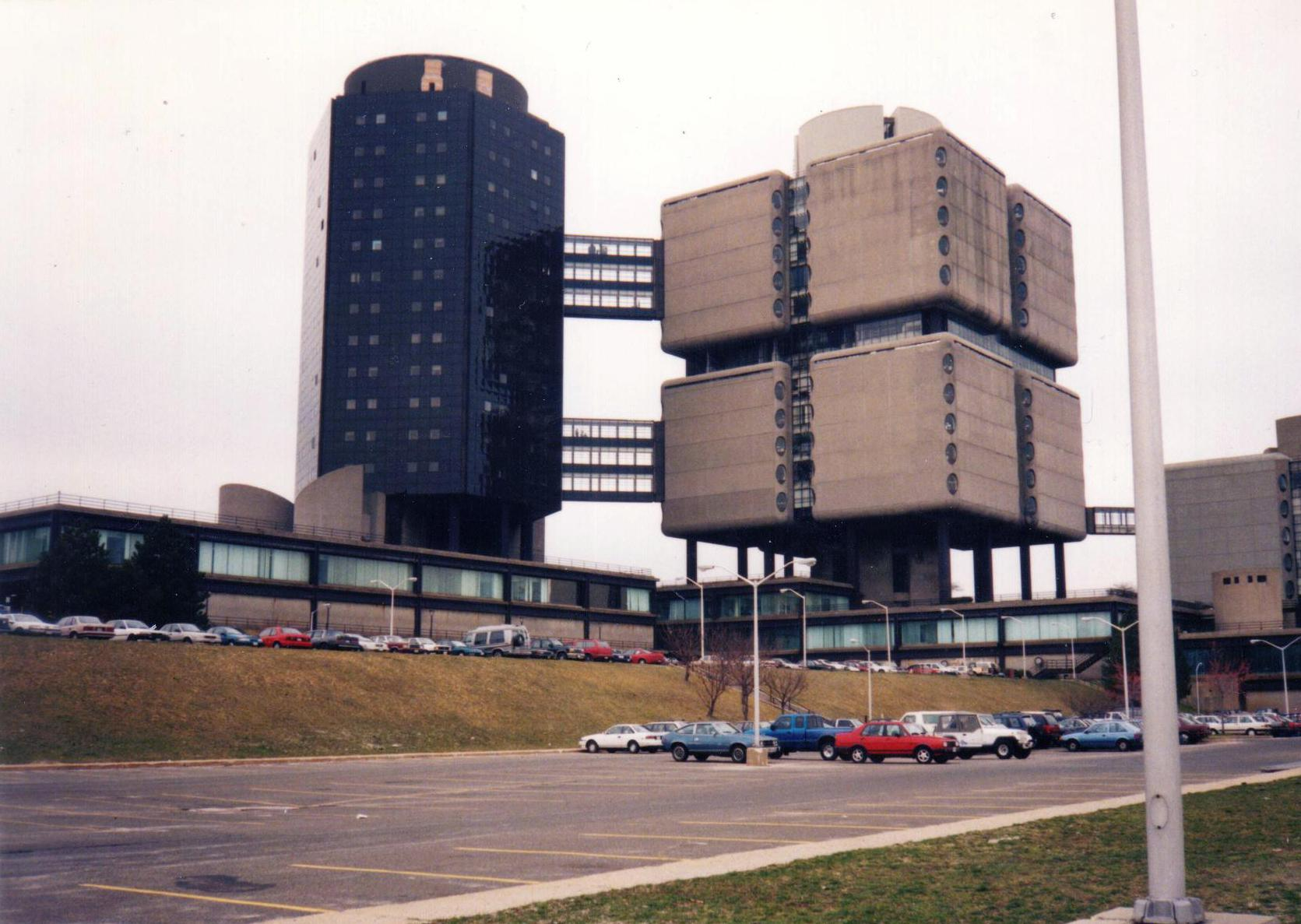
SUNYSB Krankenhaus

Der Hauptcampus in Stony Brook beherbergt mit 135 Gebäuden auf einer Fläche von 1.454 Acre die meisten Fachbereiche und Einrichtungen sowie mehrere Wohnheime für die Studenten. In Southampton befinden sich 50 Gebäude auf 83 Acre. Diese Außenstelle konzentriert sich auf Umweltforschung, -technik und -management. In Manhattan betreibt Stony Brook zwei Gebäude, in denen spezielle Vorlesungen und Veranstaltungen stattfinden.

## Geschichte

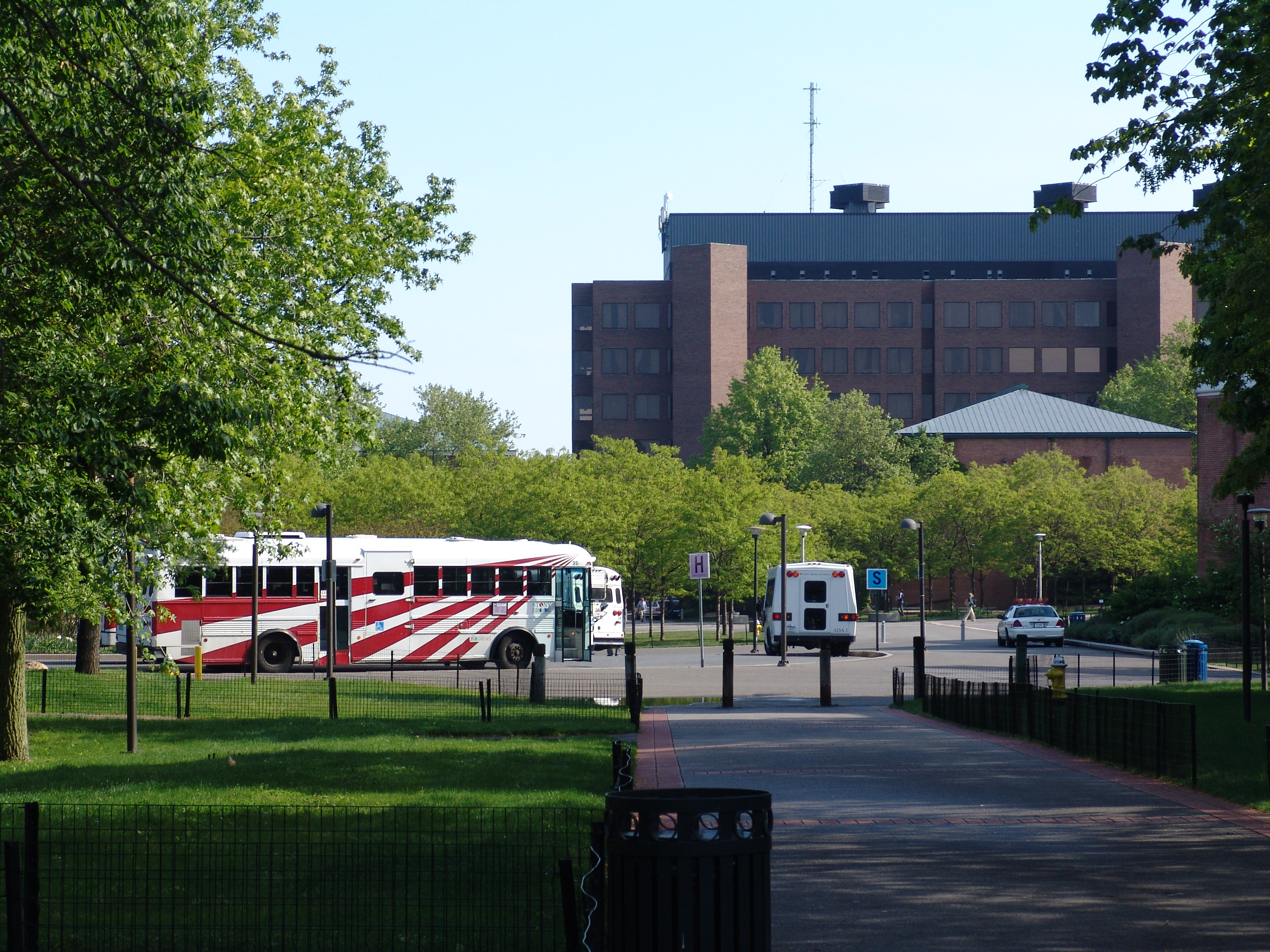
Zentrale Busschleife, Chemische Institute im Hintergrund.

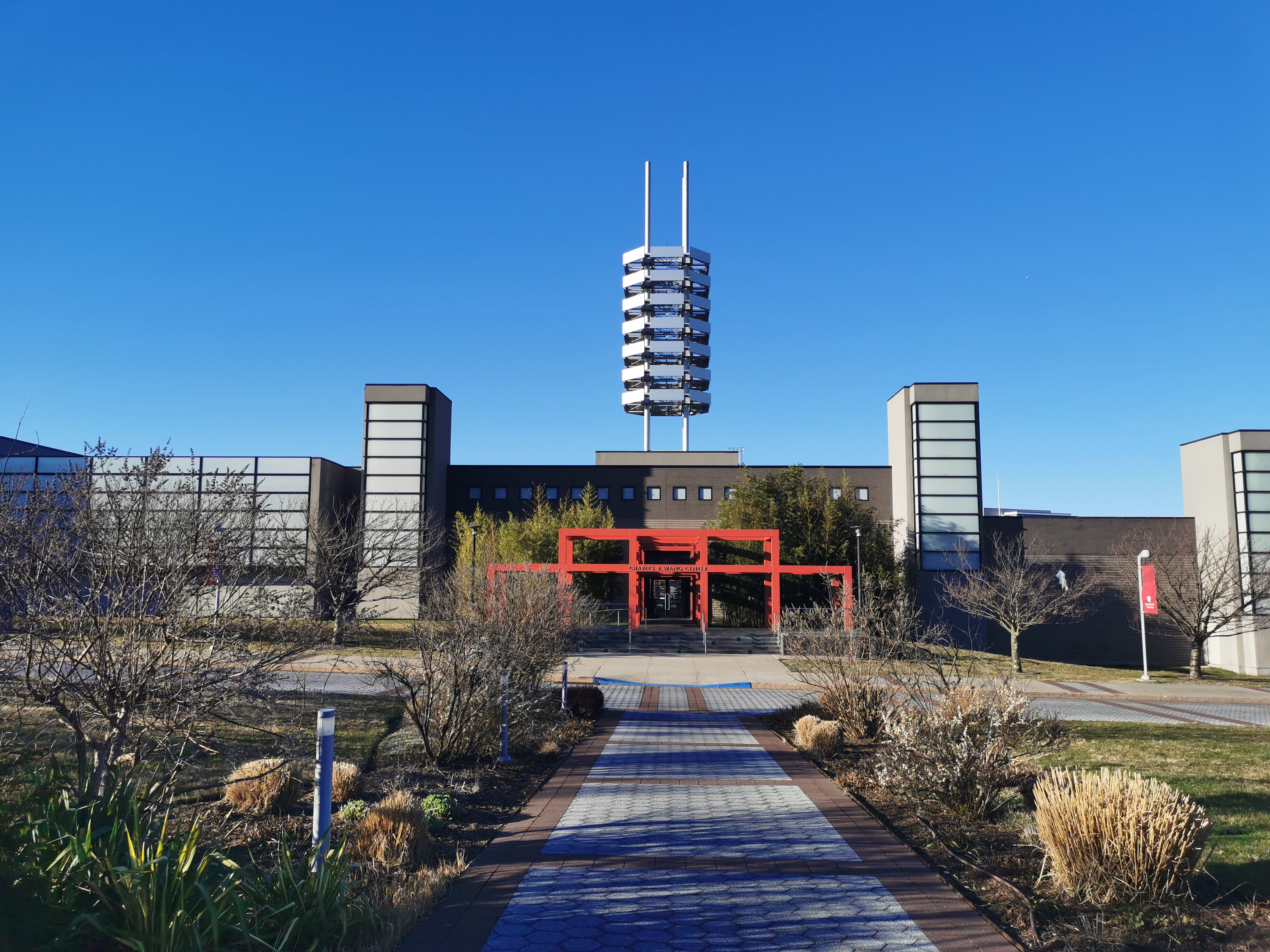
Charles B. Wang Center

Der erste Vorläufer der Universität wurde 1957 in Oyster Bay gegründet und diente nur der Lehrerausbildung. 1962 wurde der heutige Hauptcampus in Stony Brook bezogen, das Gelände stiftete der lokale Unternehmer Ward Melville. In den 1960er Jahren wuchs die Anzahl von Studenten stark an, ohne dass die Infrastruktur der Universität im gleichen Maße nachziehen konnte. Im Laufe der Zeit gelang es, diese Probleme zu lösen. Die Stony Brook University wurde immer weiter ausgebaut, etwa wurde 2009 mithilfe einer Spende von 60 Millionen US$ der Simons Center for Geometry and Physics errichtet, 2012 für 40 Millionen Dollar der Walter J. Hawrys Campus Recreation Center und 2015 ein neues Gebäude für den Fachbereich der Informatik für 40,8 Millionen.
Die Manhattan-Niederlassung wurde 2002 gegründet, 2006 das bisher zur privaten Long Island University gehörende Southampton College übernommen.

## Sport
Die Sportteams sind die Seawolves. Die Hochschule ist Mitglied in der Colonial Athletic Association.

## Persönlichkeiten

### Professoren
Nobelpreisträger
- Robert Aumann (* 1930) – Nobelpreis für Wirtschaftswissenschaften (Gastprofessur 1989–2013)
- Paul Lauterbur (1929–2007) – Nobelpreis für Medizin 2003
- Chen Ning Yang (* 1922) – Nobelpreis für Physik 1957 (Professor 1965–1999)

Weitere derzeitige und ehemalige Professoren
- Douglas J. Futuyma (* 1942) – Evolutionsbiologe
- Mike Davis (1946–2022) – Historiker
- Edward S. Casey (* 1939) – Philosoph
- Don Ihde (1934–2024) – Technikphilosoph

- Iwao Ojima (* 1945) – Chemiker, Arthur C. Cope-Scholar und Distinguished Professor
- Lazar Gosman (1926–2019) – Violinist und Kammermusiker
- Michael B. Hinner (* um 1957) – Sprachsoziologe und Linguist
- Allan Kaprow (1927–2006) – Veranstalter von Happenings
- Richard Leakey (1944–2022) – Anthropologe
- Michael Kimmel (* 1951) – Soziologe
- John Willard Milnor (* 1931) – Mathematiker und Träger der Fields-Medaille und des Abel-Preises
- Massimo Pigliucci (* 1964) – Evolutionsbiologe
- Shing-Tung Yau (* 1949) – Mathematiker
- Eckard Wimmer (* 1936) – Virologe
- Peter van Nieuwenhuizen (* 1938) – Physiker
- Johannes Wessels (* 1962) – Physiker
- Emerson String Quartet – Streichquartett

### Gastdozenten
- Jacques Derrida (1930–2004) – Philosoph
- Jens Georg Bachmann[13][14] (* 1972) – Dirigent

### Absolventen
- John L. Hennessy (M.A., Ph.D., Computer Science) (* 1952) – Präsident der Stanford University
- Jef Raskin (B.S. 1964, 1965) (1943–2005) – Informatiker
- Laura Schlessinger (* 1947) – Radiomoderatorin
- Joy Behar (* 1942) – Fernsehmoderatorin
- Dan Willard (1948–2023) – Informatiker